# Bernard Oppenheimer
 (février 2025).
Si vous disposez d'ouvrages ou d'articles de référence ou si vous connaissez des sites web de qualité traitant du thème abordé ici, merci de compléter l'article en donnant les références utiles à sa vérifiabilité et en les liant à la section « Notes et références ».
 (février 2025).
Pour les articles homonymes, voir Oppenheimer.
Sir Bernard Oppenheimer, né le 13 février 1866 et mort le 13 juin 1921, était un marchand de diamants et philanthrope sud-africain-britannique.

## Affaires et philanthropie
Oppenheimer était président de Pniel's Ltd, de la New Vaal River Diamond & Exploration Company et de Blaauwbosch Diamonds Ltd, ainsi que directeur général de Lewis & Marks Ltd à Holborn. Son frère, Sir Ernest Oppenheimer, était également très impliqué dans l'industrie du diamant.
En juillet 1917, Oppenheimer mit en place un programme de formation au taillage de diamants pour les soldats handicapés à Brighton, Angleterre. Les Bernard Oppenheimer Diamond Works (National Diamond Factories Ltd) ouvrirent sur le côté nord de Coombe Road, à l'intersection avec Lewes Road, le 17 mai 1918. Le projet fut principalement financé par Oppenheimer lui-même et par Lewis & Marks. En 1920, des succursales furent également ouvertes à Cambridge, Wrexham et Fort William. En 1921, l’usine, incluant un second bâtiment sur le côté opposé de Coombe Road, employait environ 2 000 hommes référés par le Ministère du Travail. Les nouveaux travailleurs recevaient six mois de formation, avec une allocation d’entretien versée par le gouvernement, et se voyaient ensuite pratiquement garantir un emploi bien rémunéré. L'usine disposait d'une clinique bien équipée pour assurer le suivi médical des employés, dont beaucoup étaient des amputés ou gravement handicapés. L'entreprise ne connut pas un grand succès et ferma en 1923, avant de rouvrir plus tard la même année. Elle finit par être placée en liquidation judiciaire en 1924.
En 1917, il acheta le domaine de Sefton Park à Stoke Poges, Buckinghamshire, où il vécut jusqu'à sa mort. Durant cette période, lui et son voisin proche, Walter A. Judd, achetèrent un terrain comprenant le Monument de Gray à Stoke Poges, un mémorial dédié au poète anglais Thomas Gray, afin de le préserver pour le public. En 1925, le Monument de Gray et le champ de Gray furent remis au National Trust,.

## Baronnie
Pour son travail en faveur des handicapés, Oppenheimer fut fait baronnet lors des distinctions honorifiques du Nouvel An 1921. Il mourut subitement six mois plus tard à l'âge de 55 ans.
Il épousa Lena Straus, avec qui il eut six enfants.